# Kâzım Orbay

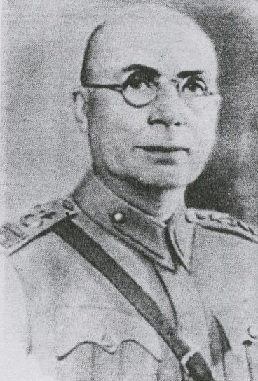
Kâzım Orbay

Mehmet Kâzım Orbay (* 11. März 1886 in Izmir; † 3. Juni 1964 in Ankara) war der dritte Generalstabschef der Türkischen Streitkräfte sowie im Jahr 1961 Präsident der Großen Nationalversammlung der Türkei.

## Leben
Kâzım Orbay wurde in Izmir zu Zeiten des Osmanischen Reichs geboren. Die Militärakademie verließ er 1904 im Range eines Artillerieleutnants. Nach Abschluss der Kriegsakademie begann er 1907 seine Armeelaufbahn als Stabsoffizier. Ab 1908 nahm er an militärischen Fortbildungskursen im Deutschen Reich teil, dann war er in den Balkankriegen im Einsatz. Er wurde zum Chefadjutanten des Kriegsministeriums im Kabinett des Osmanischen Reiches ernannt und war während des Ersten Weltkrieges Mitarbeiter Enver Paschas. Während dieser Zeit wurde er 1915 in der Niedermayer-Hentig-Expedition als türkischer Repräsentant bei der afghanischen Regierung delegiert, bei der er Emir Habibullah Khan die vom Osmanischen Sultan vorbereitete Erklärung eines Dschihad vorstellte. Mit dieser Erklärung wollte das Osmanische Reich einen Bruderkrieg zwischen den islamischen Völkern vermeiden und Afghanistan zum Beitritt zur Koalition der Mittelmächte und damit zum Bruch mit Großbritannien und zu einer Kriegserklärung gegen Britisch-Indien bewegen.
Nach der Niederlage des Osmanischen Reiches und der nachfolgenden Besetzung der Türkei durch die Alliierten schloss sich Orbay der Unabhängigkeitsbewegung in Anatolien an. Während des Türkischen Unabhängigkeitskrieges (1919–1923) war er von 1920 bis 1922 auf verschiedenen Kommandoposten der Armee an der Ostfront eingesetzt. Er kämpfte im Kaukasus und war Ende August 1922 im Griechisch-Türkischen Krieg (1920–1922) am türkischen Sieg in der Schlacht von Dumlupinar bei Kütahya beteiligt.
1922 wurde er in den Generalsrang erhoben. 1926 wurde er zum Generalleutnant und stellvertretenden Chef des Generalstabes ernannt. 1928 und 1929 war er Chef des Generalstabes im Königreich Afghanistan. Nach seiner Rückkehr in die Türkei hatte er hochrangige Kommandoposten inne und wurde 1935 zum Vier-Sterne-General befördert. In Nachfolge von Fevzi Çakmak wurde er am 12. Januar 1944 auf die Position des Generalstabschefs der Türkischen Streitkräfte befördert, die er bis zum 23. Juli 1946 ausübte. Er trat im Zuge eines Justizskandals zurück, der durch einen seinen Sohn Haşmet Orbay verübten Mord ausgelöst worden war.
Nach dem Militärputsch des Jahres 1960 wurde er 1961 in den Senat gewählt und amtierte von 9. Januar bis zum 26. Oktober 1961 als Präsident der Nationalversammlung. 
Kâzım Orbay starb 1964 in Ankara und wurde auf dem Türkischen Staatsfriedhof in Ankara beigesetzt. Er war mit der Schwester von Enver Pascha verheiratet. Das Paar hatte einen Sohn.